# Síndrome uretral
Síndrome uretral é um raro conjunto de sintomas sugestivos de uma infecção urinária da uretra em ausência das bactérias patógenas convencionais na urina (abacteriúria sintomática).
Não existe uma definição precisa, exceto a ausência total de bactérias e inflamação. Geralmente é mais comum em homens, como é o caso da uretrite. Nas mulheres, é caracterizada por dor pélvica ou perinal e dificuldade em urinar e pode ser confundida com cistite ou pielonefrite. Nos homens, apresenta sintomas muito mais graves, principalmente dor, ardor ao urinar, ejaculações muito dolorosas, frequência e esvaziamento incompleto. Pode ser confundida com uretrite, uretrocistite, cistite, uretro-prostatite, uretrovesiculite, epididimite e outras condições relacionadas.

## Características
Em ambos os sexos, pode causar:
- Dor abdominal inferior
- Sensação de compressão no abdômen inferior
- Micção mais freqüente e urgente
- Dificuldade e dor ao urinar
- Dor durante o ato sexual

Em homens pode incluir dor ao ejacular ou urinar, sangue no sêmen e inflamação dos testículos, vesicules ou próstata.

## Causas
Essa síndrome é causada pela irritação, lesão ou estreitamento da uretra. Possíveis causas de uretrite não-infecciosa incluem:
- Uso de produtos de higiene perfumados para limpeza genital;
- Consumo de alimentos muito ácidos, com muita cafeína ou muito apimentantados
- Espermicidas
- Quimioterapia
- Radiação ionizante
- Atividade sexual
- Diafragma
- Uso do tampão
- Andar de bicicleta ou a cavalo

## Tratamento
Se recomenda parar de usar produtos ou fazer atividades que podem irritar sua uretra. Estes podem incluir o uso de sabonetes perfumados, passeios de bicicleta e uso de espermicidas. Comidas muito ácidas e apimentadas devem ser evitadas. Antibióticos são frequentemente utilizados quando há suspeita de uma infecção que não está aparecendo nos cultivos tradicionais, como clamídia. Em caso de dor crônica, podem ser utilizados anestésicos locais como fenazopiridina e analgésicos, como amitriptilina. Massagear a uretra pode melhorar a drenagem linfática de glândulas infectadas. Creme vaginal com estrogênio pode ser curativo na uretrite atrófica. A dilatação da uretra pode ser necessária quando se detecta estenose ou constrição uretral verdadeira.